# Siége Perilous
Siége Perilous is het derde album van de Amerikaanse metalband Kamelot, uitgebracht in 1998 door Noise Records. Het was het eerste album met nieuwe zanger Roy Khan.

## Nummers
1. Providence – 5:35
2. Millennium – 5:15
3. King's Eyes – 6:14
4. Expedition – 5:41
5. Where I Reign – 5:58
6. Rhydin – 3:34
7. Parting Visions – 4:24
8. Once a Dream – 5:03
9. Irea – 4:32
10. Siége (instrumentaal) – 4:21

## Bezetting
- Roy Khan - Zanger
- Thomas Youngblood - Gitarist
- Glenn Barry - Bassist
- David Pavlicko - Toetsenist
- Casey Grillo - Drummer